# Koekelbergbasilikan
Koekelbergbasilikan, franska Basilique Nationale du Sacré-Cœur, flamländska Nationale Basiliek van het Heilig-Hart, är en katolsk kyrka på Koekelberg i Bryssel. Kyrkan, som är en av de största katolska kyrkorna i världen, började byggas 1905 och stod klar 1969. Den innehar hedersbenämningen basilika (mindre basilika).

## Historia
År 1880 ville Kung Leopold II av Belgien omvandla området kring Koekelberg till ett kungligt distrikt till minne av 50-årsdagen av Belgiens självständighet. Inspirationen hämtade han från Sorbonnekvarteret i Paris och ville därför bygga en egen Panthéon. Denna idé mötte svagt gehör och Leopold lanserade istället idén om att bygga en nationell helgedom.
Kungen var fascinerad av Paris och ville att arkitekturen av den nya kyrkan skulle påminna om Sacré-Cœur i Montmartre. Platsen skulle också vara navet av avenyer som sammanstrålar här likt Triumfbågen i Paris tillsammans med en egen "Champs-Élysées" som leder in mot stadskärnan.
Kung Leopold II lade själv den första stenen vid starten av bygget som även sammanföll med Belgiens 75:e årsdag av självständighet år 1905. Ritningarna till basilikan var inledningsvis i nygotisk stil och ritades av arkitekten Pierre Langerock. När första världskriget bröt ut tog de belgiska statsfinanserna slut och bygget stannade upp, men förde även med sig en förändring i den arkitektoniska smaken.
En ny art déco-design ritades därför av arkitekten Albert van Huffel tillsammans med ingenjören Paul Rome. År 1919 tillägnade den belgiska kardinalen Désiré-Joseph Mercier monumentet till första världskrigets offer. När van Huffel dog år 1935 lämnades Paul Rome att slutföra bygget av basilikan. Koekelbergbasilikan invigdes år 1951 av kardinal Jozef-Ernest van Roey trots att den ännu inte var färdigställd. Till år 1969 stod basilikan färdig men dessförinnan hade den erhållit status som mindre basilika av påve Pius XII redan år 1952.